# Mornarički park u Puli
Mornarički park u Puli najstariji je gradski park u Puli podignut 1863. godine. Nastaje s razvojem pulske četvrti Sv. Polikarpa (Nova Pula, njem. Neue Pola) kao prvi planirani gradski park. Park je poput naknadno nastalih drugih pulskih parkova uređen u stilu parkovne arhitekture koji je prevladavao u drugoj polovici 19. stoljeća: obiluje egzotima razmještenima po otocima okruženima pješačkim stazama slobodnog oblikovanja s glavnim naglaskom na centralnoj rondeli sa spomenikom nadvojvodi Ferdinandu Maksimilijanu, te manjim naglascima u vidu dvije bočno postavljene fontane (danas dječja igrališta). Sačuvan je u izvornoj veličini poput većine pulskih gradskih parkova iz toga perioda. Tijekom vremena je ipak došlo do izmjena u rasporedu staza i smanjen je broj biljnih vrsta jer se mnogobrojni egzoti nisu prilagodili klimatskim uvjetima ili su kao dotrajali zamjenjivani jeftinijim autohtonim i udomaćenim vrstama. Park se prostire na 12 000 četvornih metara od čega je 4 700 četvornih metara pod stazama, a ostatak je pokriven biljnim pokrovom.

## Povijest
Mornarički park u Puli, prvotno nazvan Maksimilijanov park podignut je 1863. godine kao najstariji javni park u Istri i prvi planirani gradski park u Puli. Nastao je tako što su austrijski mornarički časnici donosili sadnice stabala iz svih krajeva svijeta. Ove alohtone biljke, čiji se broj vrsta svake godine povećavao, zasađene su na 32 parkovne površine međusobno odijeljene većim i manjim stazama. Trinaest godina nakon osnutka parka, deset godina nakon Viške bitke i devet godina nakon smaknuća cara Maksimilijana, mornarica je 26. listopada 1876. podigla na centralnoj parkovnoj rondeli rostralnu kolumnu u znak zahvalnosti nadvojvodi Maksimilijanu. Ova 9 metara visoka kolumna nastala prema ideji arhitekta Heinricha von Ferstela sa svake je strane imala po tri brodska rostruma, a na njenom vrhu stajala je Viktorija, kip izrađen u bronci. Baza kolumne imala je dva brončana medaljona. Sprijeda je bio Maksimilijanov lik s ispisanom legendom nadvojvodi Maksimilijanu, viceadmiralu C. k. austrijske ratne mornarice, rad Franza Schönthalera, a straga je stajao drugi medaljon zahvale i priznanja našemu Vrhovnom zapovjedniku za obnovu Mornarice. Do 1914. godine u parku su bile zasađene 63 različite biljne vrste, a te je godine park dobio svoj sadašnji naziv, Mornarički park. U parku su se tada mogli pronaći arizonski čempres, libanonski cedar, kalifornijski bor, magnolija, obalni mamutovci itd.
Propašću Austro-Ugarske i dolaskom Italije na vlast započinje kontinuirana degradacija parka do današnjih dana uz tek male, neznatne pokušaje revitalizacije parka i povratka u izvorno stanje. Prvo je 5. studenoga 1918. promijenjeno ime parka u Park Kraljevske ratne mornarice, zatim je 6. ožujka 1919. Maksimilijanov spomenik demontiran i kao ratni trofej odvezen u Veneciju. Spomenik se danas u nešto izmijenjenom obliku može vidjeti u Javnim vrtovima (tal. Giardini Pubblici), točnije na Largo Marinai d'Italia. Godine 1956. nazivi biljaka koji su u originalu bili ispisani na trima jezicima, latinskome, njemačkome i talijanskome, sada su bili ispisani samo na hrvatskome i latinskome. Park je tada prozvan Botaničkim parkom, a 1970-ih je preko gotovo polovice staza nasipana zemlja pa se broj staza smanjio na 14 velikih i tri manje. Fontane su isušene i pretvorene u dječja igrališta. Unatoč značajnoj degradaciji parka, ostao je najbogatiji od svih pulskih parkova po broju biljnih vrsta.

## Planovi revitalizacije
Iako je park doživio znatan gubitak izvornoga biljnog fonda, otuđivanje Maksimilijanova spomenika, prenamjenu dviju fontana u igrališta, zatrpavanje izvornih staza, odlučeno je da se naprave projekti za njegovu revitalizaciju i vraćanje u izvorno stanje. Postavljanje klupa za odmor, povijesnih rasvjetnih stupova, rubnih prepreka radi onemogućivanja ulaska životinjama, videonadzora, infoploče o povijesti parka, ponovna sadnja izgubljenih vrsta, ali i održavanje postojećih zahtijeva osim novaca i mnogo volje i napora da bi se projekt kvalitetno i stručno proveo. Činjenica da se 2013. godine bliži 150. godišnjica osnutka ovoga zaštićenog spomenika parkovne arhitekture trebala bi biti dovoljna motivacija za njegovu obnovu, ako ne zbog toga, onda barem zbog nove turističke atrakcije, predivnoga mjesta za odmor, ljetni koncert, prezentaciju ili nešto slično tomu što bi u svakom slučaju pomoglo da grad s Arenom ne ostane poznat samo po potonjem.

## Više informacija
- nadvojvoda Ferdinand Maksimilijan Austrijski
- Austrijska ratna mornarica